# 石原悠希
石原 悠希（いしはら ゆうき、1997年4月5日 - ）は、栃木県市貝町出身のプロロードレース選手。

## 概要
中学校時代は柔道部に所属し初段（黒帯）を獲得した。自転車競技を志したのは2013年、真岡工業高校の担任が自転車競技部の顧問で、父のロードバイクを借りて見学に訪れたのが始まりだった。高校2年時にインターハイ個人ロードレースに初出場するが未完走。そこから奮起し、高校3年時には4位に入賞を果たす。
高校卒業後、順天堂大学に進学しスポーツ健康科学部スポーツ健康学科卒業。
2020年に市貝町の観光大使第1号に任命された。

## 経歴
2016年
- 学生RCSランキング総合2位[3]
- アジア大学選手権個人ロードレース 3位

2017年
- 全日本選手権U23タイムトライアル 2位
- 全日本学生選手権タイムトライアル 2位

2018年
- 全日本学生選手権クリテリウム 2位
- 全日本選手権U23タイムトライアル 2位
- 世界大学選手権ロードレース 17位
- 世界大学選手権タイムトライアル 10位
- Tour of almaty 山岳賞ジャージ着用[4]
- 大分アーバンクラシック クリテリウム 7位
- 大分アーバンクラシック 17位

2019年
- Tour de l'espoir 完走
- L’Etoile d'Or 92位
- Tour of Japan 完走(U23最優秀賞獲得)
- Paris-Roubeix L'Espoir 完走
- 全日本選手権U23タイムトライアル 2位
- 全日本選手権U23ロードレース 5位
- 第74回国民体育大会ロードレース 10位
- 10月3日 第74回国民体育大会 ポイントレース 優勝[5]

2020年
- RCS川島クリテリウム 優勝
- 6月28日 ツールドかつらおday2 優勝 （総合優勝）[6]
- 8月9日 Jプロツアー 宇都宮ロードレース 2位[7]
- 8月23日 Jプロツアー第7戦 群馬交流戦day2 優勝[8]
- KINAN　AACACAP　第10戦　優勝
- JBCF全日本トラックチャンピオンシップ ポイントレース 2位
- 高石杯第55回関東地域自転車道路競走大会 優勝

2021年
- Team UKYO相模原に加入しJCLのレースに出場

2022年
- スペインが拠点のJAVA kiwi atlanticoに加入し海外レース参戦。日本国内でのレース活動では那須ブラーゼンのサポートを受けた[9]。
- 10月9日 いちご一会とちぎ国体 成年男子 ロードレース 9位[10]

2023年
- シマノレーシングに加入[11]。

## 出演

### テレビ
- 2015年 - とちぎテレビ Ride ON!
- 2020年 - BS朝日 アスリート・インフィニティ

### ラジオ
- 2019年 - ミヤラジ上陽工業提供「ミヤラジスポーツ応援番組」ゲスト出演